# Gräfenberg-Zone

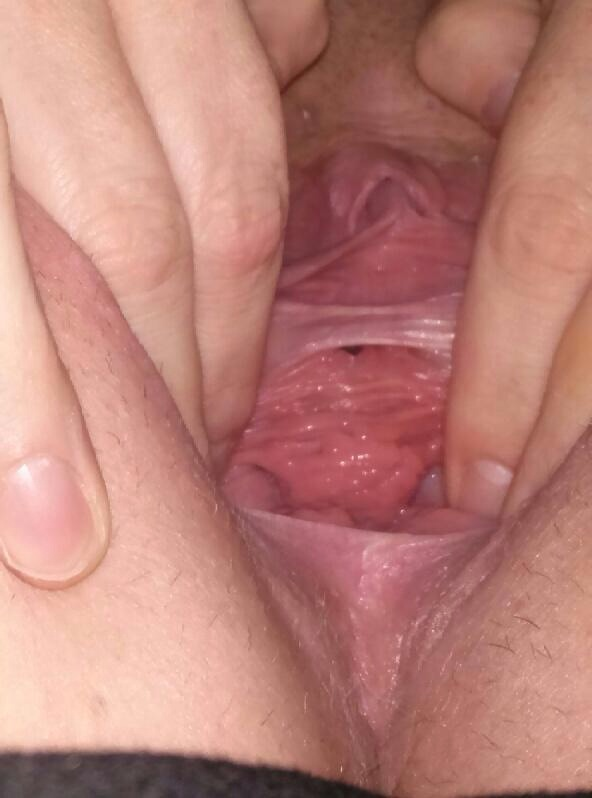
Blick in eine gespreizte Vaginalöffnung (Introitus vaginae) mit der G-Zone in der Mitte zwischen den Zeigefingerspitzen im Scheidendach.

Die Gräfenberg-Zone, oder auch G-Zone, englisch G-Spot, deutsch umgangssprachlich, aber fachlich nicht korrekt auch G-Punkt, wird von einigen als eine erogene Zone in der Vagina beschrieben. Sie ist nach Ernst Gräfenberg benannt, einem deutschen Arzt, der 1950 in einem Artikel von einer „erogenen Zone in der vorderen Vaginalwand, entlang der Harnröhre, die bei sexueller Stimulation anschwillt“, schrieb. Versuche, die G-Zone anatomisch als eigenständiges Organ oder Gewebe zu identifizieren, sind bislang nicht unwidersprochen gelungen. Adam Ostrzenski dokumentiert zwar in seiner Publikation die Existenz dieser Zone, dennoch ist sein Ergebnis nicht unumstritten. Es geht dabei um die Gewebe im Bereich des vorderen Scheidendachs, die nah an den inneren Klitoriszwiebeln lokalisiert sind. Es gibt Berichte von Frauen über eine Zone erhöhter Lustempfindlichkeit in der vorderen Wand der Vagina. Bei manchen Frauen führt ihre Stimulation sehr schnell zu einem Orgasmus, andere empfinden diese jedoch als wenig oder nicht erregend bis unangenehm.

## Geschichtliches
Anders als der Name es vermuten lässt, hat nicht Ernst Gräfenberg als erster auf die Bedeutung der erogenen Zone in der vorderen Vaginalwand für die weibliche Sexualität hingewiesen.

### 4. Jahrhundert
Renate Syed konnte im Jahre 1999 anhand einer Untersuchung einiger bedeutender Werke der altindischen Sexualwissenschaft wie beispielsweise dem Kamasutra des 4. Jahrhunderts n. Chr. darlegen, dass den Autoren dieser Texte sowohl diese vaginale Zone als auch die weibliche Ejakulation schon bekannt waren.

### 17. Jahrhundert
Im europäischen Raum beschrieb 1672 der niederländische Anatom Reinier de Graaf als Erster die weibliche Ejakulation und verwies auf eine besonders sensible Zone in der vorderen, ventralen Scheidenwand, die viel später dann dem deutschen Gynäkologen Gräfenberg zugeordnet wurde. Weiterhin beschreibt de Graaf auch eine „weibliche Prostata“.

### 20. Jahrhundert
Die erste Erwähnung der später nach Gräfenberg benannten Zone findet sich 1944 bei Gräfenberg (später amerikanisiert als Grafenberg) lediglich in einem Nebensatz der gemeinsam mit dem amerikanischen Gynäkologen und Geburtshelfer Robert Latou Dickinson veröffentlichten Arbeit im Western Journal of Surgery, Obstetrics and Gynecology.

„Gelegentlich berichtete eine Patientin über das Fehlen eines Orgasmus, wenn sie ein Vaginaldiaphragma trug, dies […] betraf nur eine erogene Zone, die entlang der suburethralen Oberfläche der vorderen Vaginalwand lokalisiert war […].“

Die erst 1950 von Gräfenberg erschienene und erst später viel zitierte Arbeit im International Journal of Sexology wird von vielen als Meilenstein in der Sexualkunde angesehen. Dort fasste er zusammen:

„Einige Untersucher der weiblichen Sexualität glauben, dass die meisten Frauen keine Erfahrung mit dem vaginalen Orgasmus haben, weil es keine Nerven in der Vaginalwand gibt. […] Dieser kurze Artikel hat, hoffe ich, zeigen können, dass die vordere Vaginalwand unterhalb der Urethra der Sitz einer ausgeprägten erogenen Zone ist und dass diese bei der Behandlung weiblicher sexueller Mangelzustände eine größere Bedeutung erhalten sollte.“

Doch in den 50er-Jahren wurde Gräfenbergs Aufsatz noch nicht sehr beachtet. So merken auch gegenwärtig Kritiker an, dass – ganz genau genommen – Gräfenberg eigentlich nicht die Vagina beschrieb, sondern Gebiete um die Harnröhre als mögliches Lustzentrum. Deshalb wäre die sogenannte Gräfenberg-Zone in der Vagina von späteren Autoren fälschlicherweise Gräfenberg angedichtet worden.
In den USA erwachte erst Anfang der 80er-Jahre das Interesse an den Entdeckungen Gräfenbergs. 1981 haben die beiden US-amerikanischen Sexualforscher John D. Perry und Beverly Whipple in zwei Artikeln über die weibliche Ejakulation im Gedenken an Gräfenberg dem von ihm beschriebenen Areal den Namen G-Spot gegeben. 
Allerdings hat Gräfenberg für dieses Areal nie selbst den Ausdruck Spot verwendet. Perry und Whipple vertreten in ihren beiden Publikationen auch die Ansicht, mit dem Gräfenberg-Spot das Triggerareal für den pelvinen, nerval-uterinen Orgasmus identifiziert zu haben.

## Begriffsentwicklung und Übersetzung
Ohne je eine bestimmte Bezeichnung eingeführt zu haben, beschrieb Gräfenberg in seinen genannten Publikationen immer eine seiner Meinung nach erogene Struktur in einem anatomischen Bereich der vorderen Vaginalwand nahe der Vaginalöffnung und niemals einen speziellen Punkt. Daher haben später Perry und Whipple im Andenken an Gräfenberg diesem Bereich beziehungsweise dieser anatomischen Zone die abgekürzte Bezeichnung G-spot (G für Gräfenberg) und nicht G-point gegeben. So definiert noch heute das Oxford English Dictionary die Bezeichnung G-spot wie folgt:

„A sensitive area believed to exist in the anterior wall of the vagina and to be highly erogenous.“

Das englische Wort spot meint in diesem Bezug eine Stelle im Sinne von place, site, location oder position, so wie auch bei spotlight:

„a lamp whose beam can be directed, or a circle of light produced by such a lamp.“

Im Gegensatz dazu erzeugt ein Laserpointer, zumindest in seiner einfachen Ausführung, einen kleinen einfarbigen Lichtpunkt.
Die später aufgekommene und heutzutage auch umgangssprachlich weit verbreitete Bezeichnung G-point und in deutscher Übersetzung G-Punkt ist aus fachlicher Sicht daher unzutreffend und im Grunde falsch. Die vollständige deutsche Bezeichnung Gräfenberg-Zone entspricht letztlich exakt der von Gräfenberg beschriebenen Struktur, die auch individuell zumindest etwas unterschiedlich ausgeprägt sein kann.

## Anatomie und Physiologie

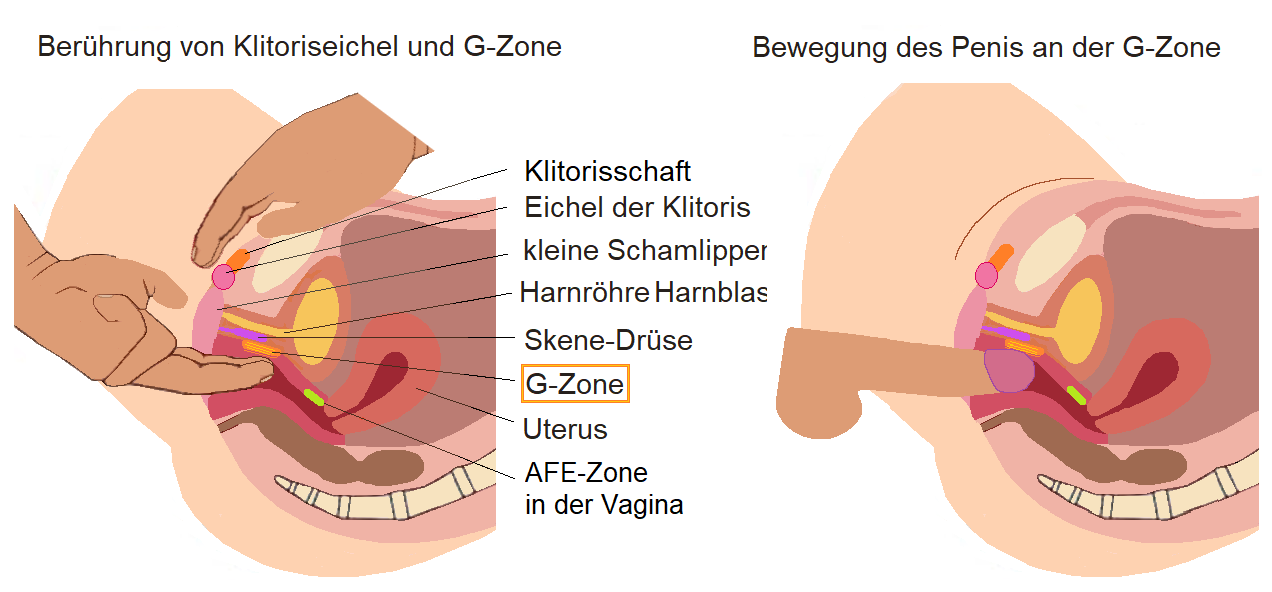
Schematische Darstellung mit Skene-Drüse und der von manchen Autoren angenommenen G-Zone (Sagittalebene)

Für den Orgasmus spielt bei Frauen vor allem die Stimulation der Klitoriseichel (auch „C-Punkt“) eine wesentliche Rolle. Stimulationen weiterer erogener Zonen neben der G-Zone, wie der AFE-Zone (A-Punkt) oder des Gewebes um die weibliche Harnröhrenmündung („U-Punkt“), dienen ebenfalls dem Lustgewinn. Die vordere Scheidenwand, die G-Zone, enthält weitaus mehr Nervenfasern als andere Partien der Scheidenwände. Wenn der G-Bereich durch Berührungen und Berührungsdruck intensiv stimuliert wird, erhöht sich die Reizschwelle der Schmerzwahrnehmung, d. h., die Schmerzempfindlichkeit sinkt. Sanfte Stimulierung kann sexuelle Erregung auslösen. 
Ein allein durch Stimulation der erogenen Zonen innerhalb der Vagina erreichter Orgasmus wird „vaginaler Orgasmus“ genannt. Ob, beziehungsweise inwieweit ein solcher sich vom „klitoralen Orgasmus“ unterscheidet, ist umstritten. Untersuchungen von Helen O’Connell ergaben, dass bei Konzentration nur auf das Innere der Vagina unter Ausschluss der Klitoris und des sonstigen Körpers der Frau ein Orgasmus wenig wahrscheinlich ist.
Die G-Zone ist Teil eines die weibliche Urethra umgebenden Schwellkörpersystems mit dem Corpus cavernosum urethrae, zu welchem als intravaginale Fortsetzung die Halban’schen Faszie, die Gräfenberg-Zone und die Anterior Fornix Erogenous Zone (AFE-Zone) als zusätzliche Schwellkörpergewebe gerechnet werden.
Die Nervenversorgung der weiblichen Harnröhre und das sie umgebende Schwellkörpergewebe erfolgt über den Plexus vesicalis (Teil des Plexus hypogastricus inferior) und den Nervus pudendus. Viszerale Afferenzen aus der Harnröhre verlaufen in den splanchnischen Beckennerven.
Zwei Arbeitsgruppen haben die funktionelle Einheit von Vagina, Klitoris und Harnröhre bei sexueller Erregung und Orgasmus beschrieben. Diese Organe hätten eine gemeinsame Versorgung durch Blutgefäße und Nervensysteme und würden bei sexueller Erregung als Einheit reagieren. Für dieses zusammenhängende Organsystem schlug eine Gruppe die Bezeichnung klito-urethro-vaginaler Komplex vor (clitourethrovaginal, CUV, complex).

## Chirurgische „G-Spot-Verstärkung“
Eine chirurgische „G-spot-Verstärkung“ (G-spot amplification) durch eine Injektion von Kollagen oder Hyaluronsäure in das vermutete Gebiet der Gräfenberg-Zone wird mit dem Versprechen vermarktet, dass hierdurch der G-spot vergrößert werde und das sexuelle Lustempfinden gesteigert werde. Belege für derartige Effekte sind nie wissenschaftlich publiziert worden. Dagegen gibt es von medizinischer und von wissenschaftlicher Seite ungewöhnlich deutliche Warnungen, dass ein solcher Eingriff nicht nur sinnlos, sondern auch schädlich und als Genitalverstümmelung anzusehen sei. 
Als mögliche unerwünschte Nebenwirkungen wurden genannt: Infektionen, veränderte Empfindungen, brennende oder krampfartige Schmerzen im Genitalbereich bei sexueller Betätigung (Dyspareunie), Verwachsungen und Narbenbildung.
Aufgrund fehlender Datenlage zum Beleg der Wirksamkeit und Sicherheit rät ein internationales Expertengremium grundsätzlich von der Durchführung operativer Eingriffe zur Steigerung des sexuellen Lustempfindens ab.

### Übersichtsarbeiten
- E. A. Jannini, O. Buisson, A. Rubio-Casillas: Beyond the G-spot: clitourethrovaginal complex anatomy in female orgasm. In: Nature Reviews Urology. Band 11, Nr. 9, September 2014, S. 531–538, doi:10.1038/nrurol.2014.193. PMID 25112854 (Review).
- A. Kilchevsky, Y. Vardi, L. Lowenstein, I. Gruenwald: Is the female G-spot truly a distinct anatomic entity? In: The journal of sexual medicine. Band 9, Nr. 3, März 2012, S. 719–726, doi:10.1111/j.1743-6109.2011.02623.x. PMID 22240236 (Review) (Volltext als PDF).
- H. E. O’Connell, N. Eizenberg, M. Rahman, J. Cleeve: The anatomy of the distal vagina: towards unity. In: The journal of sexual medicine. Band 5, Nr. 8, August 2008, S. 1883–1891, doi:10.1111/j.1743-6109.2008.00875.x. PMID 18564153 (Review).
- V. Puppo, G. Puppo: Anatomy of sex: Revision of the new anatomical terms used for the clitoris and the female orgasm by sexologists. In: Clinical Anatomy. Band 28, Nr. 3 2015, S. 293–304, doi:10.1002/ca.22471. PMID 25283533. (Review) (Volltext als PDF).

### Geschichte
- Matthias David, Frank C. K. Chen, Jan-Peter Siedentopf: Ernst Gräfenberg: Wer (er)fand den G-Punkt? In: Deutsches Ärzteblatt. Band 102, Nr. 42, 2005, S. A-2853 / B-2407 / C-2270 (online)
- Ernst Gräfenberg: The Role of the Urethra in Female Orgasm. In: International Journal of Sexology. Band 3, 1950, S. 145 (online)
- T. M. Hines: The G-spot: A modern gynecologic myth. In: American Journal of Obstetrics and Gynecology. Band 185, 2001, S. 359–362.

### Ideengeschichte
- C. A. Darling, J. K. Davidson, C. Conway-Welch: Female ejaculation, perceived origins, the Gräfenberg spot/area, and sexual responsiveness. In: Archives of sexual behavior. Band 19, 1990, S. 29–47.
- Alice Kahn Ladas, Beverly Whipple, John D. Perry: Der G-Punkt: das stärkste erotische Zentrum der Frauen. Heyne, München 1983, ISBN 3-453-01806-0.
- Deborah Sundahl: Weibliche Ejakulation und der G-Punkt. (Originaltitel: Female ejaculation and the G-spot. übersetzt von Elisabeth Liebl). Nietsch, Freiburg im Breisgau 2006, ISBN 3-934647-95-2.